# 町田久美
町田 久美（まちだ くみ、1970年 - ）は、日本の画家。群馬県生まれ。多摩美術大学絵画科日本画専攻卒業。武蔵野美術大学教授。

## 主な受賞歴
- ソヴリン・アジアン・アート・プライズ 2007（香港）
- 第24回タカシマヤ美術賞（2014年）

## 書籍
- 『Kumi Machida』Walther Konig、2008年、ISBN 9783865604064
- 『町田久美画集』青幻舎、2012年、ISBN 9784861523359
- 『共振』水声社、2020年、ISBN 9784801005259
- 『町田久美画集 五夜』芸術新聞社、2021年、ISBN 9784875866190

## グループ展
- 2017年「THE ドラえもん展 TOKYO 2017」森アーツセンターギャラリー - 「星霜」[3]